# Billerbeck und Oldendorfer Bach
Billerbeck und Oldendorfer Bach ist die Bezeichnung eines Naturschutzgebietes in den niedersächsischen Gemeinden Holste und Axstedt in der Samtgemeinde Hambergen im Landkreis Osterholz.

## Allgemeines
Das Naturschutzgebiet mit dem Kennzeichen NSG LÜ 366 ist circa 349 Hektar groß. Es umfasst den im Landkreis Osterholz liegenden Teil des rund 400 Hektar großen FFH-Gebietes „Niederungen von Billerbeck und Oldendorfer Bach“. Im Norden grenzt es an das Naturschutzgebiet „Mittlere Billerbeckniederung mit Nebenbächen“. Das Gebiet steht seit dem 28. Januar 2021 unter Naturschutz. Zuständige untere Naturschutzbehörde ist der Landkreis Osterholz, die das Naturschutzgebiet unter dem Kennzeichen NSG OHZ 9 führt.

## Beschreibung
Das Naturschutzgebiet liegt in der Wesermünder Geest in etwa zwischen Beverstedt und Axstedt. Es umfasst die Bachniederungen von Abschnitten der Billerbeck und des Oldendorfer Bachs sowie einiger ihnen zufließender Nebenbäche. Die Bäche sind überwiegend erheblich verändert und weisen nur noch auf kleinen Abschnitten einen naturnahen Zustand auf. Im Rahmen von Kompensationsmaßnahmen für Hafenbaumaßnahmen in Bremerhaven wurden Abschnitte der Billerbeck renaturiert und ein naturnaher Verlauf wiederhergestellt sowie die Bachaue aufgewertet.
Die Niederungen sind teilweise bewaldet, teilweise landwirtschaftlich genutzt. Teilflächen liegen brach. Einige Bereiche im Naturschutzgebiet sind vermoort.
Die Wälder sind je nach Standort als Erlen-Eschen-Auwälder, Moorwälder oder Eichen-Hainbuchenwälder auf feuchten Standorten bzw. Buchenwälder und Eichenmischwälder auf trockeneren Standorten ausgeprägt. Die landwirtschaftlichen Nutzflächen sind überwiegend als feuchte Grünländer unterschiedlicher Nutzungsintensität aufgeprägt. Teilweise sind die Flächen versumpft. Vereinzelt werden kleine Flächen als Acker genutzt. Auf brachliegenden Flächen sind Röhrichte, Seggen- und Binsenriede oder Hochstaudenfluren ausgebildet. Im Naturschutzgebiet siedeln unter anderem Schwarzschopfsegge, Walzensegge, Wiesenkammgras, Breitblättriges Knabenkraut, Sumpfdotterblume, Bachnelkenwurz und Großes Zweiblatt sowie Vorkommen von Wildapfel und Purgierkreuzdorn.
Die Bäche beherbergen unter anderem Aal, Hecht, Schleie und Bachneunauge. Im Naturschutzgebiet vorhandene Kleingewässer sind Lebensraum verschiedener Amphibien, darunter der Kammmolch.
Das Gebiet ist Lebensraum für die Fledermäuse Großes Mausohr, Fransenfledermaus, Wasserfledermaus, Zwergfledermaus, Großer Abendsegler, Kleiner Abendsegler und Breitflügelfledermaus sowie verschiedener Vögel, darunter Schwarz- und Weißstorch, Kranich, Waldkauz, Waldschnepfe, Kuckuck, Pirol, Goldammer, Baumpieper, Gartenrotschwanz, Waldlaubsänger, Grauschnäpper, Trauerschnäpper und der Spechtarten Schwarzspecht, Mittelspecht und Kleinspecht. Das Gebiet ist potentieller Lebensraum für den Fischotter, der in benachbarten Gewässern heimisch ist.